# Partwitzer See
Partwitzer See (lužickosrbsky Parcowski jězor) je součástí oblasti zvané Lužická jezera (bývalá oblast povrchových dolů, která je postupně rekultivována). Nachází se severozápadně od města Hoyerswerda a je jedním z největších umělých jezer ve Svobodném státě Sasko.

## Historie
V době těžby zde býval hnědouhelný důl Skado, těžba v něm byla ukončena v roce 1978. Později byl důl zaplaven a vzniklo jezero Partwitze See, které je napájeno vodou z řeky Černý Halštrov.

## Budoucnost
Okolí jezera se postupně buduje, cílem je vytvořit zde centrum vodních sportů a rekreace. Jezero bude postupně spojeno plavebními kanály s dalšími okolními jezery, čímž se možnost vodních sportů ještě rozšíří. Na břehu jezera se nachází jízdárna a po jeho břehu vede asfaltová stezka, která je vhodná jak pro cyklisty, tak i pro in-line brusle.
Do jezera vybíhá dlouhý poloostrov. Je na něj zamezen přístup, protože je zde přírodní rezervace.